# Vilém Goppold von Lobsdorf
Vilém Goppold von Lobsdorf (25 de maig de 1869 – Praga, 15 de juny de 1943) va ser un tirador bohemi que va competir a principis del segle xx.
El 1908 va prendre part en els Jocs Olímpics de Londres, on disputà dues proves del programa d'esgrima. Guanyà dues medalles de bronze, en les competicions de sabre individual i sabre per equips, formant equip amb Vlastimil Lada-Sázavský, Bedřich Schejbal i Jaroslav Šourek-Tuček. En les proves d'espasa individual i espasa per equips no aconseguí medalles.
Quatre anys més tard va prendre part en els Jocs d'Estocolm, on quedà quart en la prova de sabre per equips, mentre en espasa per equips quedà eliminat en les rondes preliminars.